# Nikolaj Zimjatov
Nikolaj Semënovič Zimjatov (in russo Николай Семёнович Зимятов?; Rumjancevo, 28 giugno 1955) è un allenatore di sci nordico ed ex fondista russo. Durante la sua carriera agonistica gareggiò per la nazionale sovietica.
È marito di Ljubov' Sykova, a sua volta fondista di alto livello.

## Biografia

### Carriera sciistica
In Coppa del Mondo ottenne il primo risultato di rilievo il 27 marzo 1982 a Castelrotto (20°) e l'unica vittoria, nonché unico podio, il 10 dicembre 1983 a Reit im Winkl.
In carriera prese parte a due edizioni dei Giochi olimpici invernali, Lake Placid 1980 (4° nella 15 km, 1° nella 30 km, 1° nella 50 km, 1° nella staffetta) e Sarajevo 1984 (6° nella 15 km, 1° nella 30 km, 13° nella 50 km, 2° nella staffetta), e a due dei Campionati mondiali, vincendo una medaglia.

### Carriera da allenatore
Dopo il ritiro lavorò come allenatore dei fondisti della nazionale russa, guidandola tra l'altro ai XIX Giochi olimpici invernali di Salt Lake City 2002.

## Palmarès

### Olimpiadi
- 5 medaglie:
  - 4 ori (30 km[2], 50 km[2], staffetta[2] a Lake Placid 1980; 30 km[3] a Sarajevo 1984)
  - 1 argento (staffetta[3] a Sarajevo 1984)

### Mondiali
- 1 medaglia[4]:
  - 1 argento (30 km a Lahti 1978)

### Coppa del Mondo
- Miglior piazzamento in classifica generale: 6º nel 1984
- 1 podio (individuale[5])[6]:
  - 1 vittoria

#### Coppa del Mondo - vittorie
| Data             | Località      | Nazione        | Spec. |
| ---------------- | ------------- | -------------- | ----- |
| 10 dicembre 1983 | Reit im Winkl | Germania Ovest | 15 km |

### Campionati sovietici
- 4 ori (30 km, staffetta nel 1978; 15 km, 30 km nel 1979)[1]